# James A. Hamilton
James Albert Hamilton (* 24. Januar 1876 in New York City; † 7. Mai 1950) war ein US-amerikanischer Politiker (Demokratische Partei). Er war von 1923 bis 1925 Secretary of State von New York.